# Бездомность во Флориде

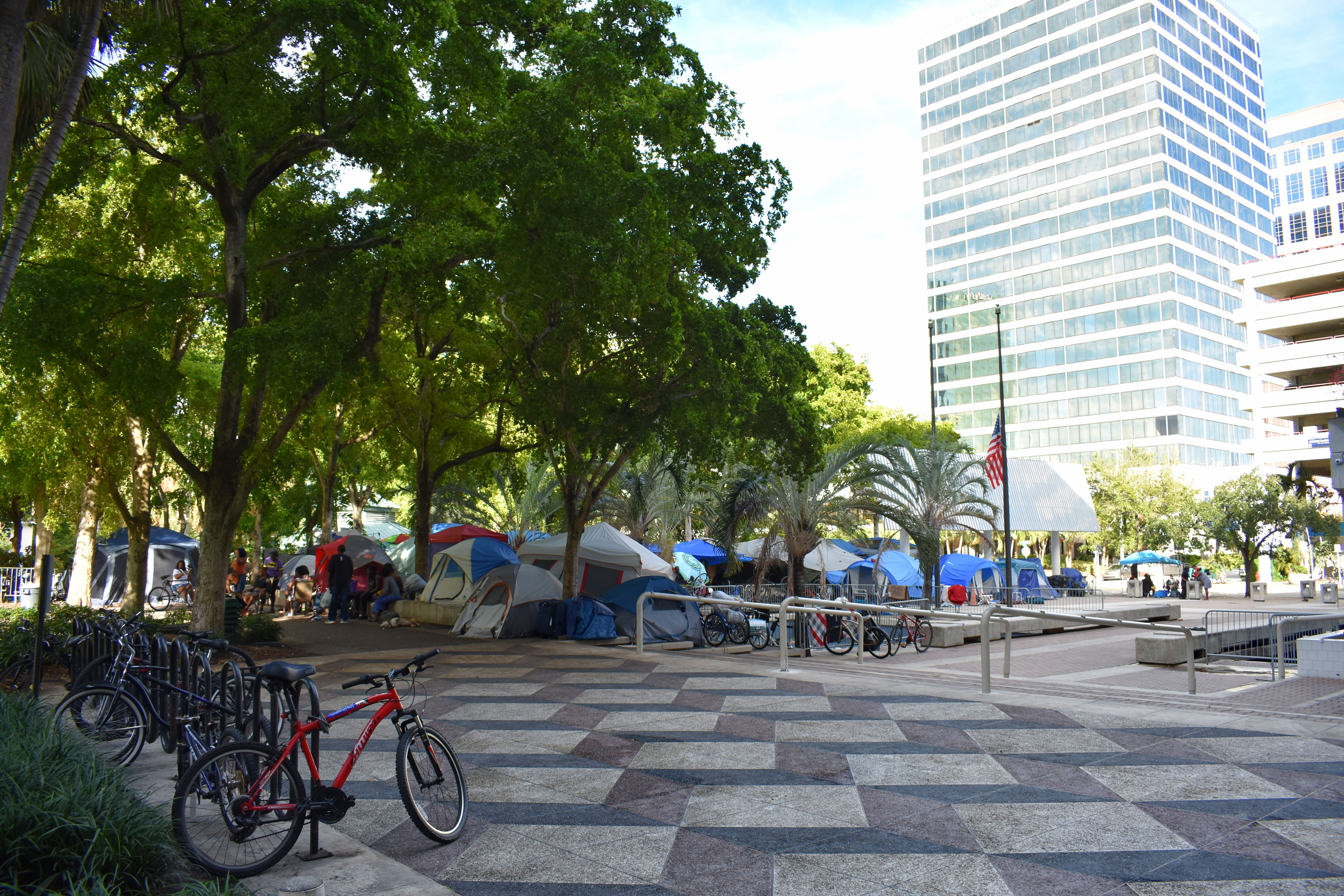
Рядом с Главной библиотекой округа Бровард в Форт-Лодердейле, штат Флорида, находится палаточный городок, примыкающий к Исторической аллее. Лагерь переместился из парка Странахан в библиотеку в 2017 году

Бездомность во Флориде — социальная проблема, заключающаяся в большой численности бездомных в штате Флорида, главным образом, из-за тёплого климата
По данным Межведомственного совета США по бездомности, по состоянию на январь 2017 года во Флориде насчитывалось примерно 32 190 бездомных. Из этого числа 2846 человек состояли в семейных отношениях, 2019 представляли собой одиноких молодых людей в возрасте 18—24 лет, 2817 были ветеранами боевых действий и, по оценкам, 5615 человек являлись лицами, страдающими хронической бездомностью. Согласно подсчётам за январь 2020 года эта цифра составляла 27 487 человек, что было меньше, чем в предыдущие годы. Однако численность бездомных может увеличиться из-за моратория на их выселение, который начался в сентябре и октябре 2021 года

## Численность бездомных
В 2010-х и начале 2020-х годов во Флориде ежегодно насчитывалось в среднем около 30 000 бездомных жителей, что эквивалентно 13 человек на 100 000 жителей штата или 0,13%. Это ниже, чем в среднем по США с 0,18%.
В округе Пинеллас одна из самых высоких концентраций бездомных среди всех округов Флориды — почти 0,3%. Здесь проживает около 3000 бездомных, а население в целом составляет около 1 миллиона человек. По численности бомжей в штате округ занимает второе место после округа Майами-Дейд, насчитывающего 4235 бездомных. В этом округе высокая численность населения — 6 миллионов человек и процент бездомных от общего числа жителей составляет 0,08%. Концентрация бездомных снижается по мере приближения к Флориде, а в среднем по США составляет от 0,1 до 0,2%. Таковы данные статистики Флоридской коалиции в защиту бездомных за 2016 год. Эти цифры могут колебаться и расти из-за введение моратория на выселения бездомных в 2021 году. В округе Монро, где проживает около 75 000 человек, по состоянию на 2016 год зарегистрировано 575 бездомных, что составляет 0,8%

### Малоимущие
По данным Бюро переписи населения США за 2016 год, во Флориде проживало 3 116 886 человек, живущих в бедности, или 15,7% населения штата. 22,8% из них — дети. Несмотря на законы против попрошайничества, последнее широко представлено в штате. Распространению бедности способствуют социально-экономические проблемы, инвалидность, потеря дохода из-за стихийных бедствий, дискриминация из-за принадлежности к меньшинству, отсутствие образования, проблемы со здоровьем и многое другое. Власти штата ищут способы решения социальных проблем, учитывающие потребности людей, чтобы помочь им избежать бедности и необходимости заниматься попрошайничеством.

## Программа расселения
В 2013 году исследование Комиссии Центральной Флориды по бездомности показало, что регион тратит 31 000 долларов в год на одного бездомного, чтобы покрыть зарплату сотрудникам правоохранительных органов за арест и транспортировку бездомных — в основном за ненасильственные правонарушения, такие как незаконное проникновение на чужую территорию, пьянство в общественных местах или ночевка в парках, а также расходы на пребывание в тюрьме, посещение отделения неотложной помощи и госпитализацию по медицинским и психиатрическим причинам. Сюда не входят деньги, потраченные некоммерческими организациями на то, чтобы накормить, одеть, а иногда и приютить этих людей. В отличие от этого, в отчете стоимость постоянного вспомогательного жилья оценивалась в 10 051 доллар на человека в год и делался вывод, что использование хотя бы половины хронически бездомного населения региона сэкономило бы налогоплательщикам 149 миллионов долларов в течение следующего десятилетия, даже с учётом того, что 10% снова окажутся на улице. В этом конкретном исследовании приняли участие 107 человек, долгое время остававшихся бездомными в округах Ориндж, Оцеола и Семинол. Существуют аналогичные исследования, показывающие значительную финансовую экономию в Шарлотте и Юго-Восточном Колорадо за счёт сосредоточения внимания на простом размещении бездомных

## Законы против бездомных
На уровне штата законы Флориды о попрошайничестве касаются, в первую очередь, запрета препятствовать движению транспорта и дорог, в то время как городские постановления все больше фокусируются на поведении и местонахождении попрошаек.
Национальная инициатива поддержки бездомных ветеранов кратко сформулировала текущие подходы к борьбе с попрошайничеством как «выбивание [из] колеи», имея в виду город Мелборн, находящийся под новым карательным запретом Флориды на попрошайничество, добавив такие места, как банкоматы и автобусные остановки, в список мест, за которые отдельным лицам могут быть предъявлены обвинения. В 2016 году законы о попрошайничестве в городе Сарасота были ужесточены и включали все формы домогательства. Местное полицейское управление также обновило свой подход, став более карательным, потребовав от полиции убирать оставленные без присмотра предметы на улицах, такие как личные вещи. Те, у кого нет дома во многих городах Флориды, сталкиваются с дилеммой быть объявленными вне закона за попрошайничество, как способа незаконного приобретения средств, а затем снова привлечёнными к уголовной ответственности за то, что они бездомные и им негде разместить свои вещи, усугубляя системные социальные проблемы в сообществах В Лейк-Уэрт-Бич, Флорида, постановление № 2014-3 фактически запрещает попрошайничество по всему городу. Это позволяет властям наказывать людей 60-дневным тюремным заключением или штрафом в размере 500 долларов, который они вряд ли смогут себе позволить. Это ведёт к более широким системным проблемам, связанным с массовыми заключениями в американском тюремно-промышленном комплексе, потому что увеличивается численность лиц, вовлеченных в эту деятельность, которые подвергаются аресту и оказываются в тюремной системе. Действительно, проблема с законами о попрошайничестве по всей Флориде и в более широком смысле заключается в выборочном соблюдении правил в общественных местах, и это становится все более распространенным с ужесточением правил в городах Флориды, которые дают полиции новые полномочия.
В 2007 году в Сент-Питерсбергe было принято полдюжины новых постановлений, направленных на борьбу с бездомностью и попрошайничеством, в том числе запрещающих хранение вещей в общественных местах и запрещающих спать во многих общественных местах. Более того, в 2006 году в Орландо, штат Флорида, были приняты постановления, запрещающие группам кормить более 25 человек в общественных парках В 2011 году «Huffington Post» сообщила, что двенадцать членов активистской группы Еда вместо бомб были арестованы за то, что они кормили бездомных в Орландо, иллюстрируя новый сдвиг в карательных мерах, направленных не только на тех, кто просит милостыню, но и на тех, кто готов давать. В Форт-Лодердейлe, штат Флорида, также запрещено раздавать еду бездомным в парках, что иллюстрирует масштабы законов против попрошайничества и их распространение в обществе. В докладе под названием «Кризисы криминализации», опубликованном Национальным правовым центром по бездомности и бедности (NLCHP), подчёркивается, как правовая система криминализирует бездомность и ничего не делает для решения социальных проблем. Например, в округе Алачуа, штат Флорида, полиция может выдать «Уведомление о явкe» за многие правонарушения, включая попрошайничество, но для этого требуется постоянный адрес. У многих попрошаек нет адреса, и, следовательно, полиция должна арестовывать людей, помещая их в тюрьмы вместо того, чтобы заниматься их бездомностью. NLCHP также опубликовала отчёт «Безопасного места нет», в котором освещается один из городов Флориды с самой жесткой политикой криминализации — Клируотер. В последнем почти половина бездомного населения (42%) не имеет доступа к аварийному или недорогому жилью и, как и в других городах, таких как Орландо, строго наказывается за сон или сидение в общественных местах и попрошайничество.
Креативные жилищные решения во Флориде обнаружили, что для сокращения числа бездомных и попрошаек, проходящих через систему уголовного правосудия и здравоохранения, было бы более устойчивым, если бы хронически бездомным предоставлялось постоянное жилье, что позволило бы сэкономить 21 000 долларов на человека в Центральной Флориде на расходах правоохранительных органов.
Некоторые законы, направленные против попрошайничества, были признаны неконституционными. Постановление Тампы от 2013 года, которое полностью запрещало попрошайничество в центре города, было признано федеральным судьей неконституционным в 2016 году. В ответ на это решение город Сарасота также пересмотрел свои законы о попрошайничестве и домогательствах

## Ограничительные законы
Особая проблема существует в округе Майами-Дейд, где ограничительное местное законодательство делает практически невозможным поиск законного жилья для людей в прошлом совершивших преступление на сексуальной почве. Из-за этого закона по состоянию на 2018 год около 300 человек оказались без крова.

## Критика мер против бездомных
В июле 2019 года официальные лица в Уэст-Палм-Бич, Флорида, подверглись критике за непрерывное воспроизведение детских песен Baby Shark и Raining Tacos в течение всей ночи возле принадлежащего городу банкетного зала Waterfront Lake Pavilion, арендуемого в аренду, чтобы отпугнуть бездомных

## Насилие в отношении бездомных
Как и во многих сообществах бездомных в США, насилие является проблемой, которая имеет место в палаточных лагерях бомжей, лагерях трейлеров и приютах. Сюда входят как преступления, связанные с тем, что люди без жилья становятся жертвами других людей без жилья, так и приютившие их люди совершают преступление против человека без жилья, иногда исключительно или главным образом из-за того, что их жертва была бездомным человеком. Двое бездомных были убиты в Майами, один из которых был зарезан в октябре 2021 года, а другой застрелен в декабре 2021 года, предположительно одним и тем же человеком. В тот же день, когда произошла декабрьская стрельба, за несколько часов до этого был застрелен и ранен бездомный мужчина. Подозреваемый, 25-летний агент по недвижимости, имевший жильё, был арестован в декабре и обвинен по двум пунктам обвинения в убийстве. В феврале ему было предъявлено официальное обвинение